# 佐藤崇史
佐藤 崇史（さとう たかふみ、1974年〈昭和49年〉5月30日 - ）は、日本の実業家。株式会社資さん代表取締役社長兼CEO。広島県出身。

## プロフィール
広島県出身。慶應義塾普通部・慶應義塾高等学校を経て、慶應義塾大学環境情報学部を卒業。
1997年ソニー株式会社入社。2001年ボストン・コンサルティング・グループに転じ、プロジェクトマネジャーとして経営戦略/海外戦略/新規事業立ち上げ等のコンサルティングに従事。2006年ユニクロを展開する株式会社ファーストリテイリングに入社し、グループ執行役員に就任。経営変革/グループ戦略/人事/店舗運営/社長室等の責任者を歴任し、チェンジエージェントとして同社の経営変革を推し進めた。
2018年北九州のソウルフードと呼ばれるうどんチェーン「資さんうどん」を運営する株式会社資さんの代表取締役社長兼CEOに就任。同社の第二創業を牽引する。

## 経歴
- 1997年（平成9年）3月 - 慶應義塾大学環境情報学部卒業。
- 1997年（平成9年）4月 - ソニー株式会社入社。
- 2001年（平成13）5月 - ボストン・コンサルティング・グループ入社　プロジェクト・マネジャー。
- 2006年（平成18年）9月 - 株式会社ファーストリテイリング入社　グループ執行役員。
- 2014年（平成26年）7月 - UNIQLO USA LLC（New York） Vice President 。
- 2016年（平成28年）10月 - 株式会社エムピーキッチン　代表取締役社長就任。
- 2018年（平成30年）3月 - 株式会社資さん　代表取締役社長兼CEO就任。